# Pericykel
De pericykel is een secundaire meristematische weefsellaag, die bij de oudere wortels van planten voorkomt en de hout- en zeefvaten omsluit. Het ligt tussen de endodermis en het floëem en is de buitenste cellaag van de centrale cilinder.
Bij jonge wortels wordt het het pericambium genoemd.
In deze meestal eencellige laag wordt het periderm en worden bij de dicotylen de apicale meristemen voor de zijwortels gevormd. Bij het begin van de secundaire diktegroei is voor het sluiten van de cambiumring ook de pericykel betrokken.
De pericykellaag bestaat uit langwerpige cellen. Bij monocotylen en coniferen bestaat de pericykel vaak uit meerdere cellagen, die bij de monocotylen vaak sclerenchymatisch is.

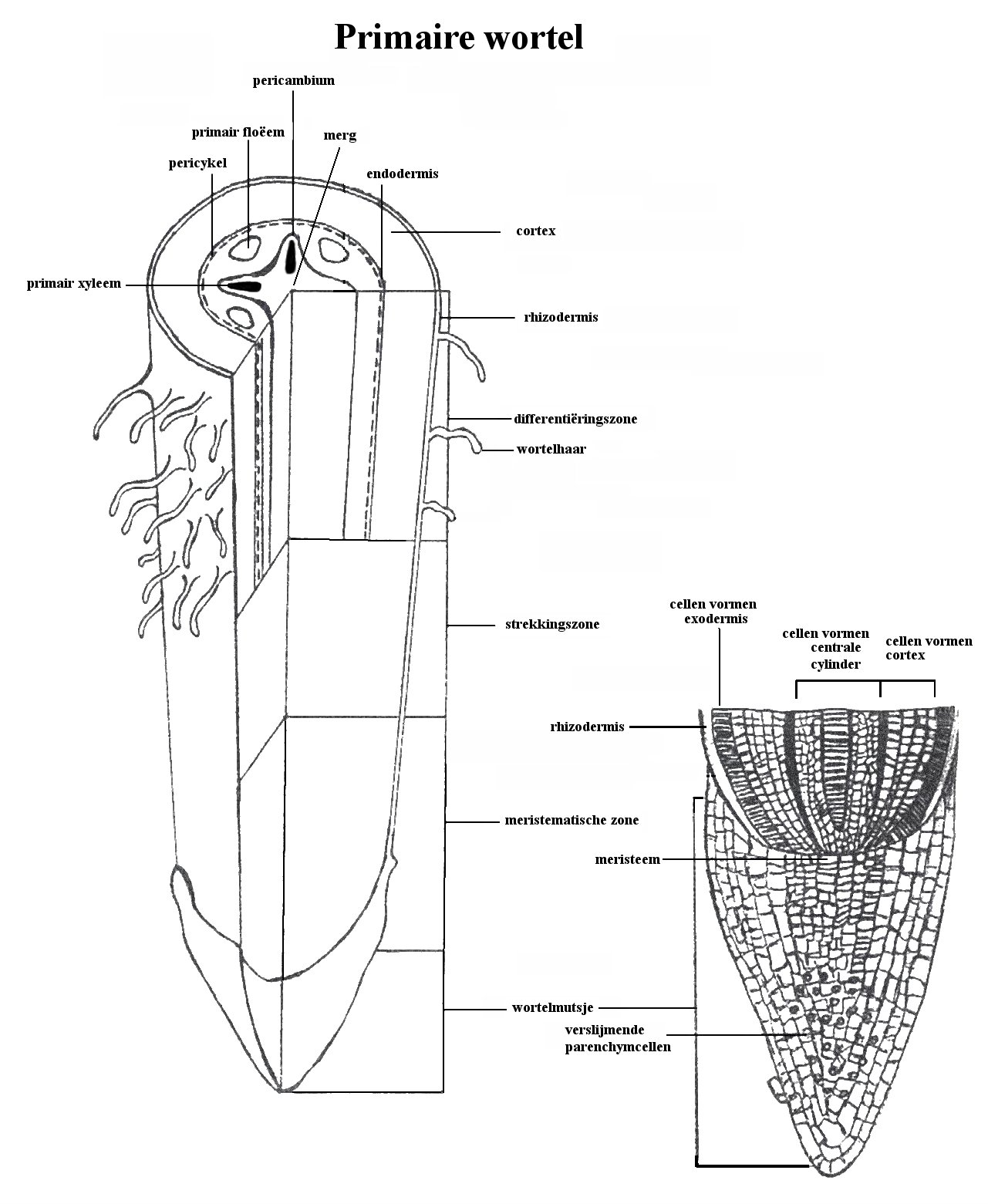
Schematische lengtedoorsnede primaire wortel

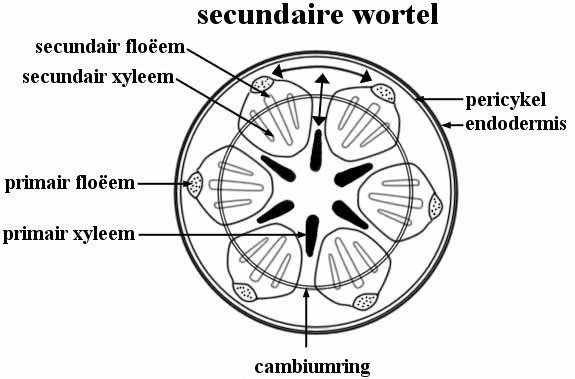
Schematische dwarsdoorsnede secundaire wortel